# نینی لیکس
لینتیا مونیک «نینی» لیکس جانسون (انگلیسی: NeNe Leakes؛ زادهٔ ۱۳ دسامبر ۱۹۶۷) شخصیت تلویزیونی، بازیگر و مجری اهل ایالات متحده آمریکا است. وی بیشتر برای حضورش در سری تلویزیون واقع‌نمای خانمان خانه واقعی شناخته می‌شود. همچنین برای بازی در سریال‌های گلی و عادی جدید و حضور در کارآموزی مشاهیر.